# Hermensbeek

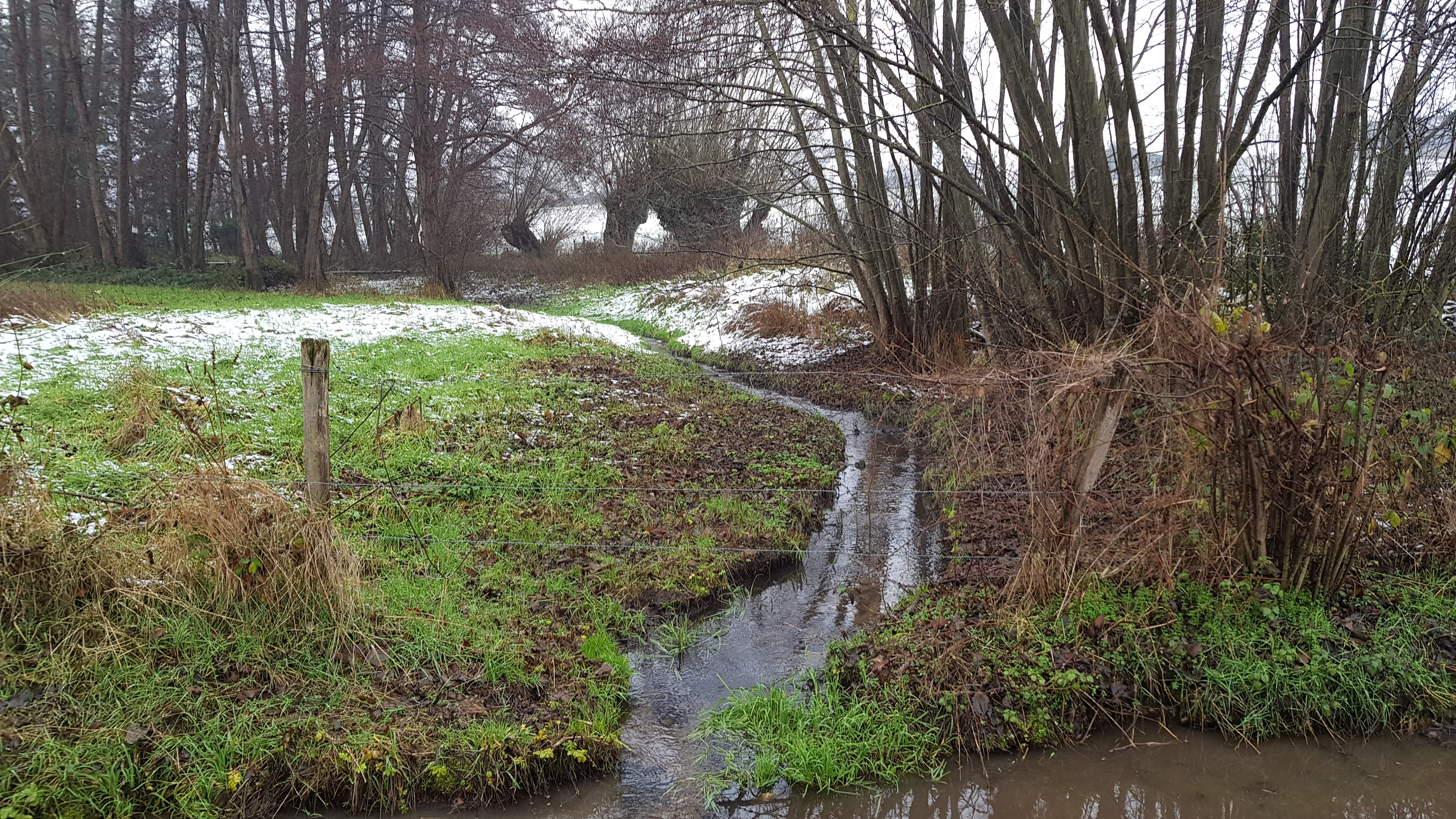
Hermensbeek tussen Elzet en Rott

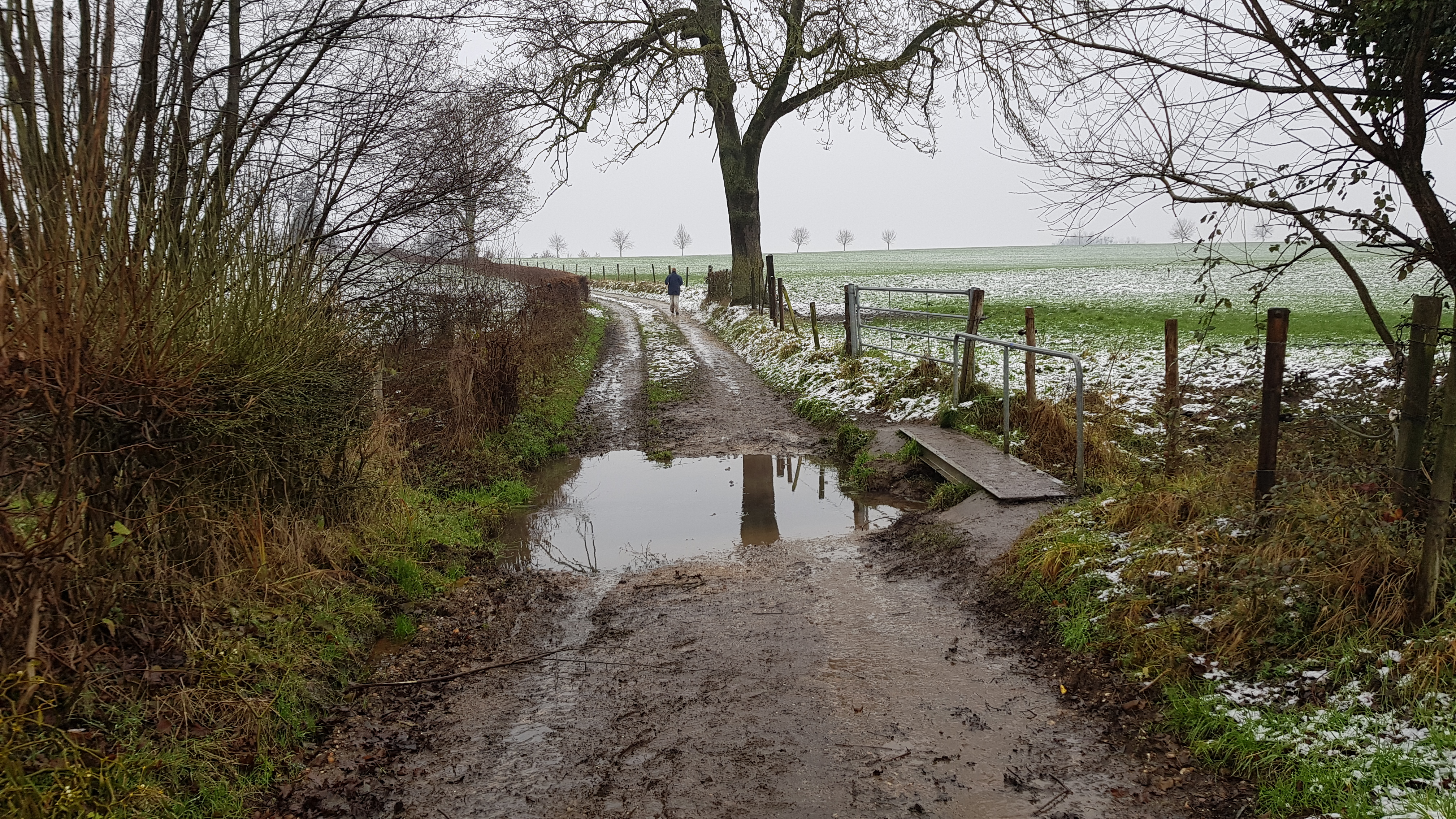
Voorde tussen Elzet en Rot in de Rotterbeemdenweg

De Hermensbeek is een beek in Nederlands Zuid-Limburg. Het is een zijrivier op de linkeroever van de Lombergbeek die op haar beurt ongeveer twee kilometer verder in de Geul uitmondt. Ze ontspringt ten zuidwesten van Vijlen, ten zuidoosten van Mechelen, bij buurtschap Rott. Aan de westzijde van de beek ligt Elzet. De beek volgt grotendeels de gemeentegrens tussen de gemeentes Vaals en Gulpen-Wittem. De bron van de beek bevindt zich bij de voet van het Vijlenerbos. Bij Hilleshagen mondt ze uit in de Lombergbeek.